# 遠藤達哉
遠藤達哉（日语：／ Endō Tatsuya，1980年7月23日—），是日本男漫畫家。

## 經歷
遠藤達哉出身於茨城縣。2000年以《西部遊戲》獲得第5回STORY KING漫畫部門準KING賞，在《赤丸JUMP》2000年SPRING出道。曾擔任叶恭弘、西義之、諫山創、加藤和惠、藤本樹、賀來友治等漫畫家的助手，當中在野村優介的工作室中待得最久，幫忙過的作品包括《魔法律事務所》、《進擊的巨人》、《青之驅魔師》、《炎拳》、《BLUE LOCK 藍色監獄》等作。
2019年在《少年Jump+》開始連載《SPY×FAMILY間諜家家酒》，同年12月該作獲得這本漫畫真厲害！2020男性篇第一名。

## 作品

### 連載
- 《TISTA異瞳槍手（日语：TISTA）》（集英社《Jump Square》2007年12月号－2008年8月号，全2冊）台灣尖端出版社代理
- 《月華美刃（日语：月華美刃）》（集英社《Jump Square》2010年6月号－2012年2月号，全5冊）台灣尖端出版社代理
- 《SPY×FAMILY間諜家家酒》（集英社「少年Jump+」2019年3月25日－連載中，已出版12冊）台灣東立出版社代理

### 電影合作宣傳漫畫
- 刊登於Jump SQ.［SQ.MANGA Trailer］
  - 遠藤達哉×眾神的山嶺[5]
  - 遠藤達哉×愛國者行動[6]